# Порт-Коста (Каліфорнія)
Порт-Коста (англ. Port Costa) — переписна місцевість (CDP) в США, в окрузі Контра-Коста штату Каліфорнія. Населення — 190 осіб (2010).

## Географія
Порт-Коста розташований за координатами 38°2′40″ пн. ш. 122°11′6″ зх. д. / 38.04444° пн. ш. 122.18500° зх. д. (38.044542, -122.184944).  За даними Бюро перепису населення США в 2010 році переписна місцевість мала площу 0,41 км², уся площа — суходіл.

## Демографія
Згідно з переписом 2010 року, у переписній місцевості мешкало 190 осіб у 99 домогосподарствах у складі 46 родин. Густота населення становила 463 особи/км².  Було 110 помешкань (268/км²).
Расовий склад населення:
| - 90,5 % — білих - 3,7 % — азіатів - 1,1 % — корінних американців - 1,1 % — чорних або афроамериканців |

До двох чи більше рас належало 3,7 %. Частка іспаномовних становила 5,3 % від усіх жителів.
За віковим діапазоном населення розподілялося таким чином: 10,0 % — особи молодші 18 років, 68,9 % — особи у віці 18—64 років, 21,1 % — особи у віці 65 років та старші. Медіана віку мешканця становила 52,5 року. На 100 осіб жіночої статі у переписній місцевості припадало 97,9 чоловіків;  на 100 жінок у віці від 18 років та старших — 101,2 чоловіків також старших 18 років.
Середній дохід на одне домашнє господарство  становив 99 083 долари США (медіана — 94 837), а середній дохід на одну сім'ю — 94 318 доларів (медіана — 89 074). 
Цивільне працевлаштоване населення становило 178 осіб. Основні галузі зайнятості: освіта, охорона здоров'я та соціальна допомога — 43,8 %, інформація — 23,6 %, мистецтво, розваги та відпочинок — 13,5 %, будівництво — 12,9 %.